# Omul Îndurerat
Omul Îndurerat (în engleză The Anguished Man) este un tablou atribuit unui artist necunoscut. Proprietarul tabloului, Sean Robinson din Cumbria, Anglia, afirmă că l-a moștenit de la bunica sa, care i-a spus că artistul și-ar fi amestecat propriul sânge în vopsea și ar fi murit prin suicid la scurt timp după finalizarea lucrării. Se crede că tabloul ar fi „bântuit”.
În 2010, Robinson a început să încarce videoclipuri despre tablou pe canalul său de YouTube, unde susține că a experimentat fenomene paranormale, inclusiv sunete de plânsete și gemete în casă, și că ar fi observat o „figură de bărbat”.
În 2016, drepturile pentru o adaptare cinematografică a poveștii au fost achiziționate, având ca sursă de inspirație experiențele legate de tablou.